# Lysandra torgniensis
Lysandra torgniensis är en fjärilsart som beskrevs av Haverkampf 1906. Lysandra torgniensis ingår i släktet Lysandra och familjen juvelvingar. Inga underarter finns listade i Catalogue of Life.